# Eşrefoğulları

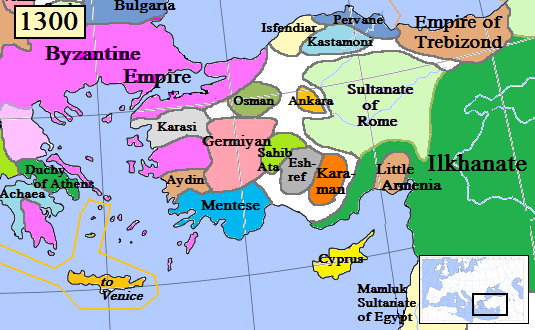
Anatolien ca. 1300

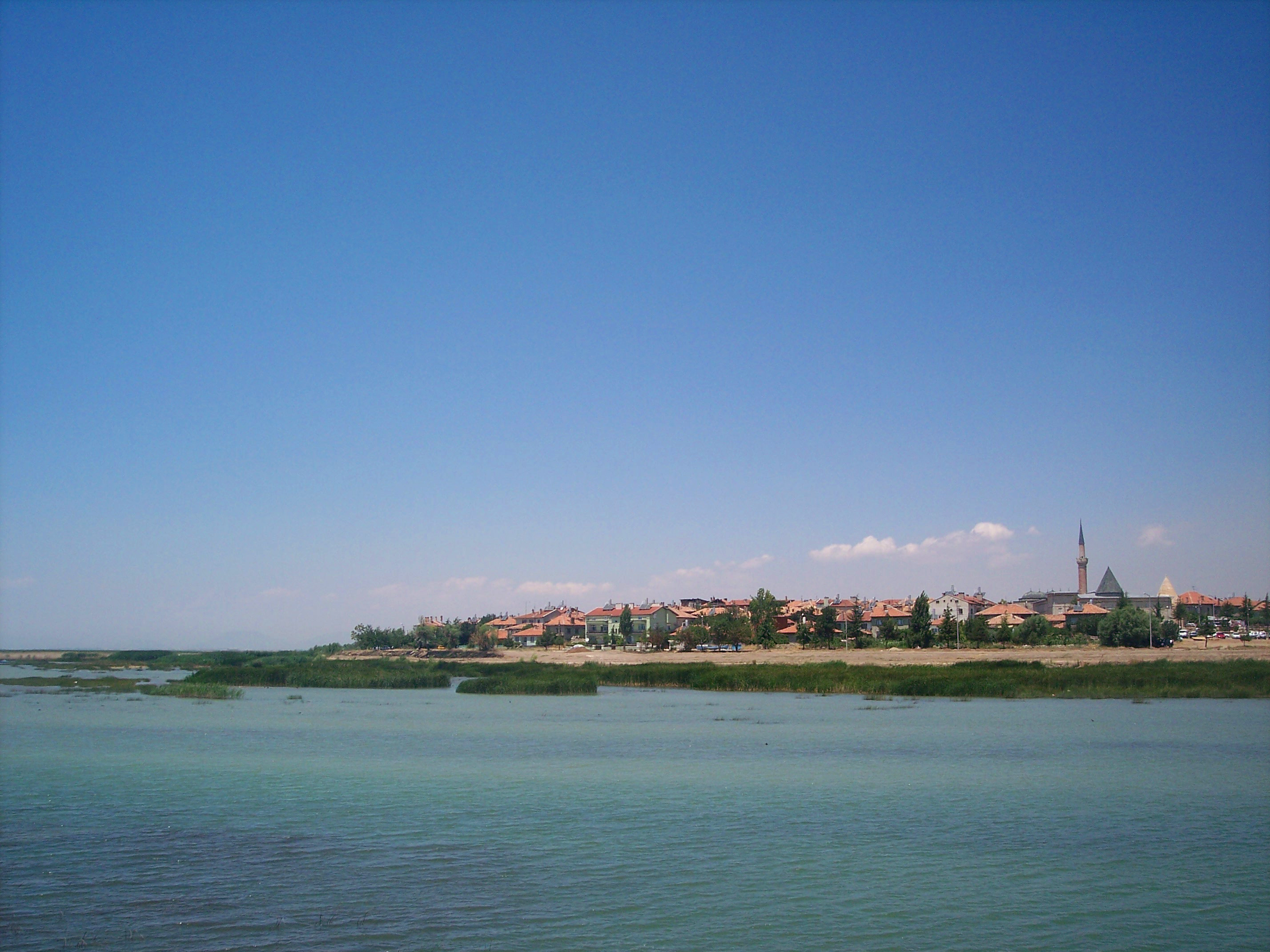
Beyşehir mit der Eşrefoğlu-Moschee

Die Eşrefoğulları, auch Eschrefiden oder Aschrafiden, waren ein türkisches Uc-Beylik, das zwischen ca. 1280 und 1326 bestand. Zentrum des Beyliks war Beyşehir.
Stammvater der Dynastie war ein  Seyfeddin Süleyman ibn Eşref. Sein Sohn Mubâriz al-Dîn Muhammad konnte das Herrschaftsgebiet bis nach Akşehir ausdehnen.
Die Eşrefoğulları befanden sich im permanenten Konflikt mit den benachbarten Karamaniden um den Einfluss in Konya.
Das Beylik ging unter als der Tschupanide Timurtaş 1326 Beyşehir eroberte und der Legende nach den letzten Eşrefoğlu Bey in einem Sack im Beyşehir Gölü ertränkte. Das Gebiet der Eşrefoğulları wurde von den benachbarten Karamaniden und Hamidoğulları aufgeteilt.